# Oracze (Głogówek)
Oracze (niem. Hinterdorf) – część miasta Głogówka. Obejmuje obszar naokoło ulicy Wielkie Oracze i Ogrodowej.
Oracze leżą na południu Głogówka. Na ich terenie przeważają gospodarstwa rolne. Miejscowi dzielą Oracze na Małe Oracze i Wielkie Oracze. Jak sama nazwa mówi tę część Głogówka zamieszkują „oracze” – czyli rolnicy którzy do tej pory są bardzo postępowymi rolnikami o dobrze prosperujących gospodarstwach, zarówno hodowlanych, jak i typowo uprawnych. Każde z tych gospodarstw jest samowystarczalne, wyspecjalizowane i odpowiednio zmodernizowane. Z pokolenia na pokolenie przekazywane są tu: majątek, tradycje oraz dążność do zdobywania kwalifikacji zawodowych. Gospodarstwa są tu z pokolenia na pokolenie powiększane (dzierżawa, zakup ziemi w podupadłych okolicznych wioskach). W związku z potrzebami zamieszkałej ludności funkcjonuje lecznica dla zwierząt z punktem sprzedaży środków leczniczych.

## Historia

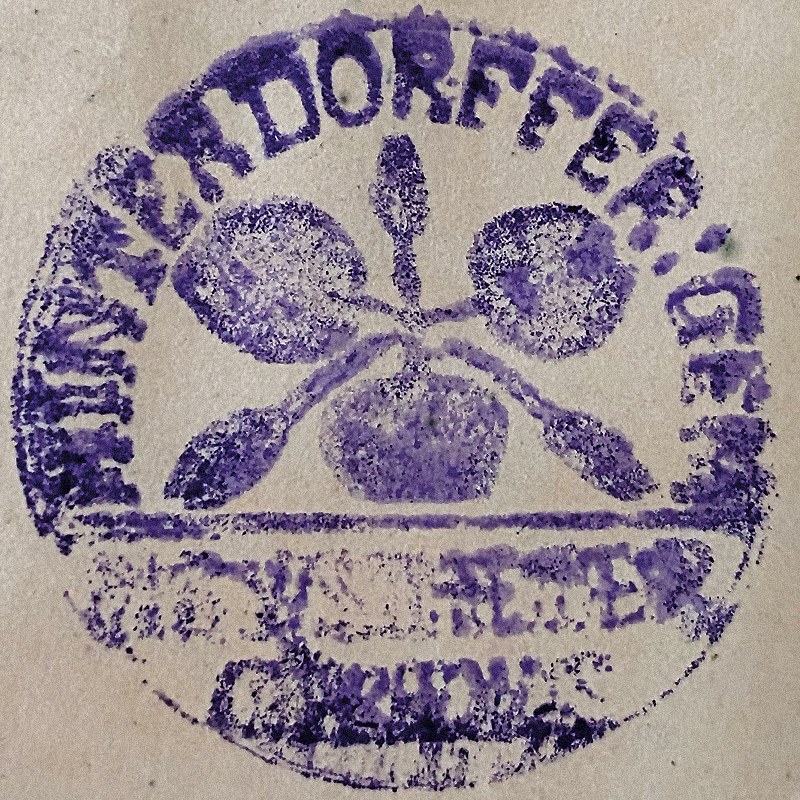
Pieczęć Oraczów (1868)

Wsie kameralne Winiary i Oracze zostały nadane miastu Głogówek w 1386 przez księcia Władysława Opolczyka. W drugiej połowie XVI wieku Oracze liczyły 54 zagrody gospodarcze.
Miejscowość posiadała swoją własną pieczęć, która przedstawiała w polu trzy skrzyżowane łopaty, a w otoku napis: HINTERDORFFER: GEM / NEYSTAETER CREYS (pol. Gmina Oracze / Powiat Prudnicki).
Na początku września 1831 miejscowość ucierpiała w wyniku powodzi. W październiku tego samego roku na ziemi prudnickiej rozpoczęła się epidemia cholery. Jej pierwszy stwierdzony przypadek w regionie odnotowano 3 października na Oraczach. Od października do listopada 1831 pochłonęła ona 6 mieszkańców Oraczów.
1 października 1948 r. nadano miejscowości, wówczas administracyjnie związanej z Głogówkiem, polską nazwę Oracze. W spisie gromad i miejscowości w powiecie prudnickim na dzień 1 stycznia 1953 wymieniono Oracze jako przedmieście Głogówka.

## Liczba mieszkańców
- 1871 – 664[9]
- 1885 – 773[10]

## Kultura

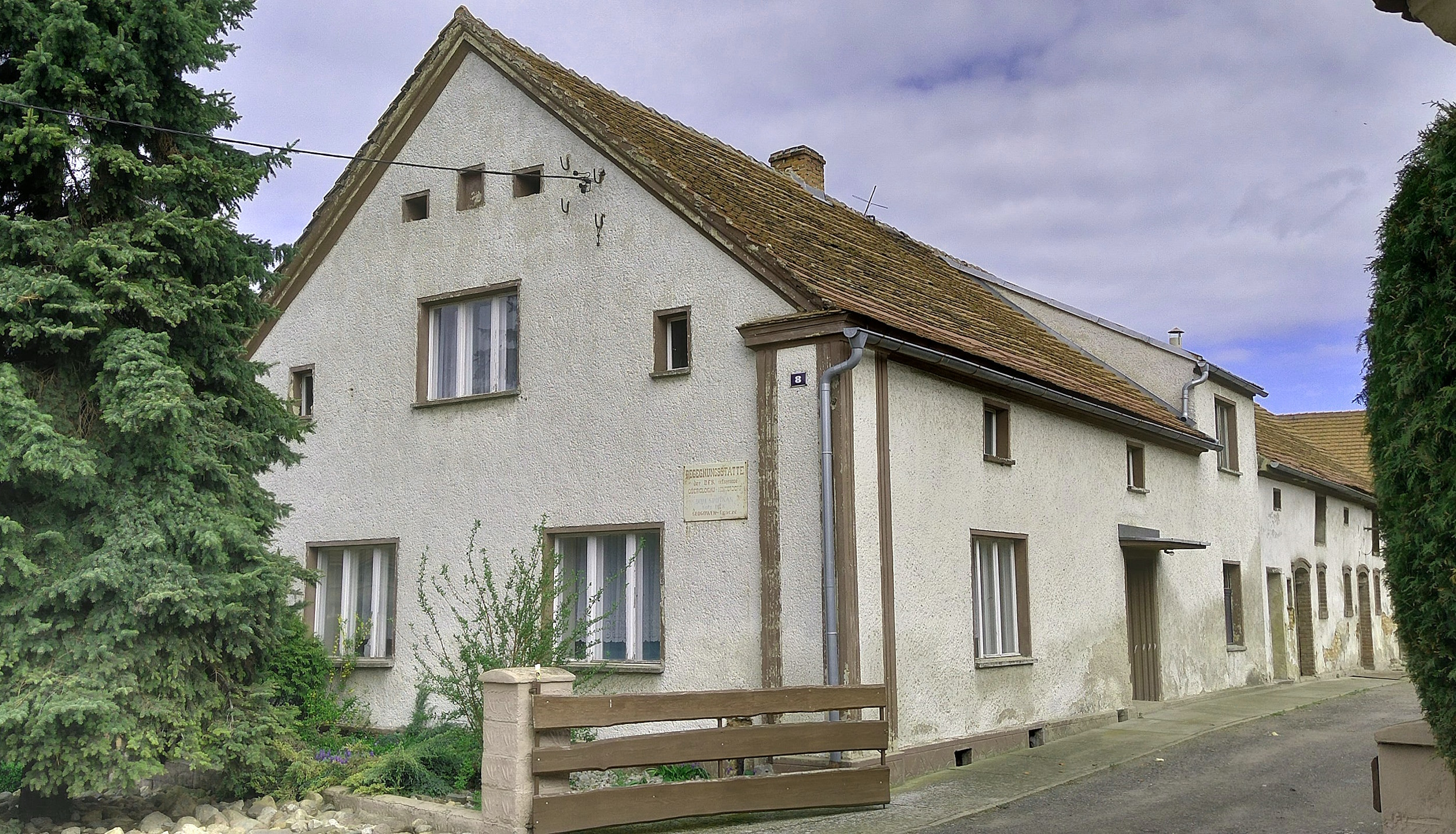
Dom spotkań DFK Głogówek-Oracze

W Oraczach działa Niemieckie Koło Przyjaźni (Deutscher Freundeskreis) – oddział terenowy Towarzystwa Społeczno-Kulturalnego Niemców na Śląsku Opolskim.